# Zona Bananera
Zona Bananera è un comune della Colombia facente parte del dipartimento di Magdalena.
Il comune venne istituito il 10 ottobre 1999.